# Bergwacht Bayern

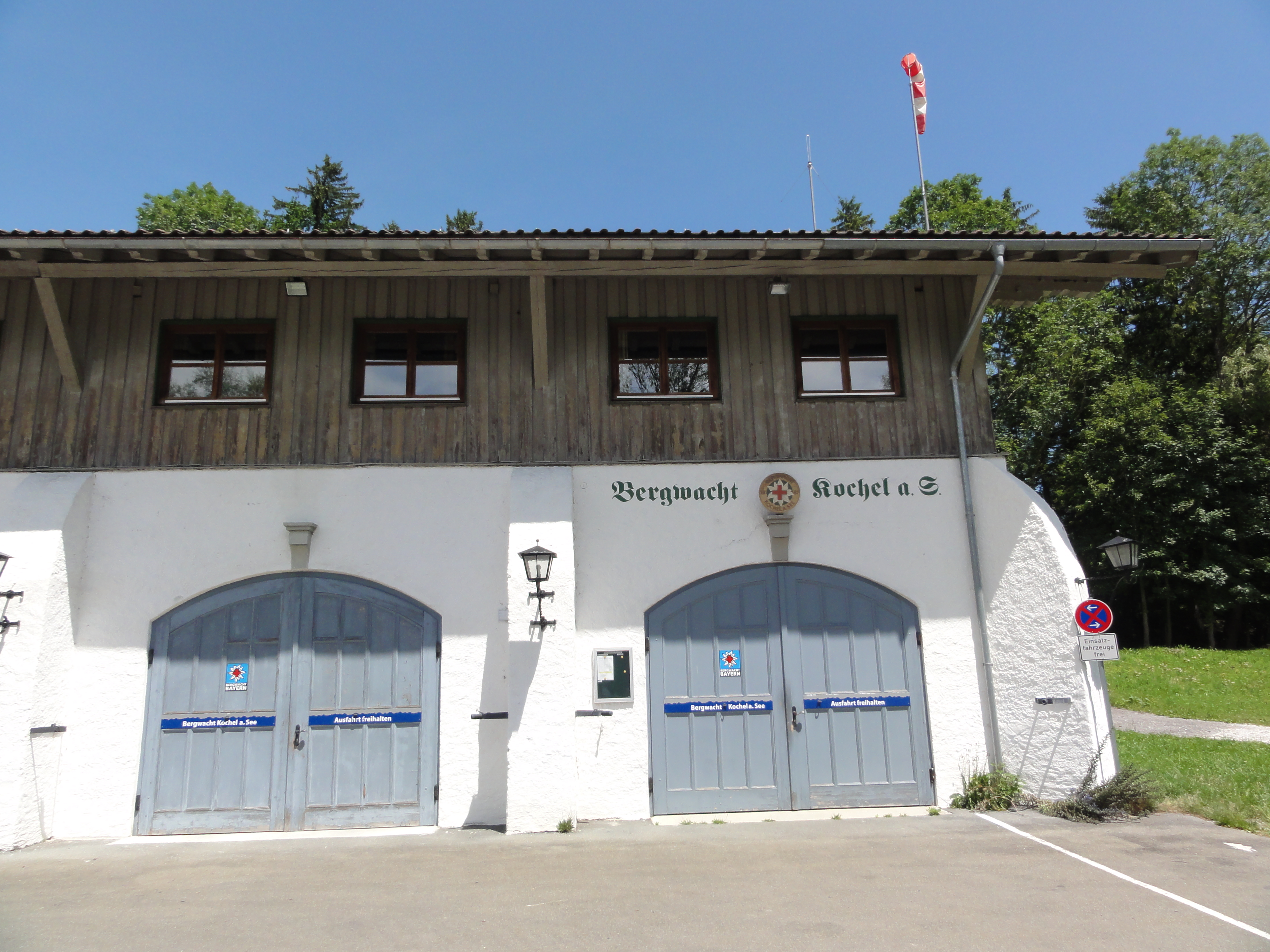
Bergwacht Kochel am See

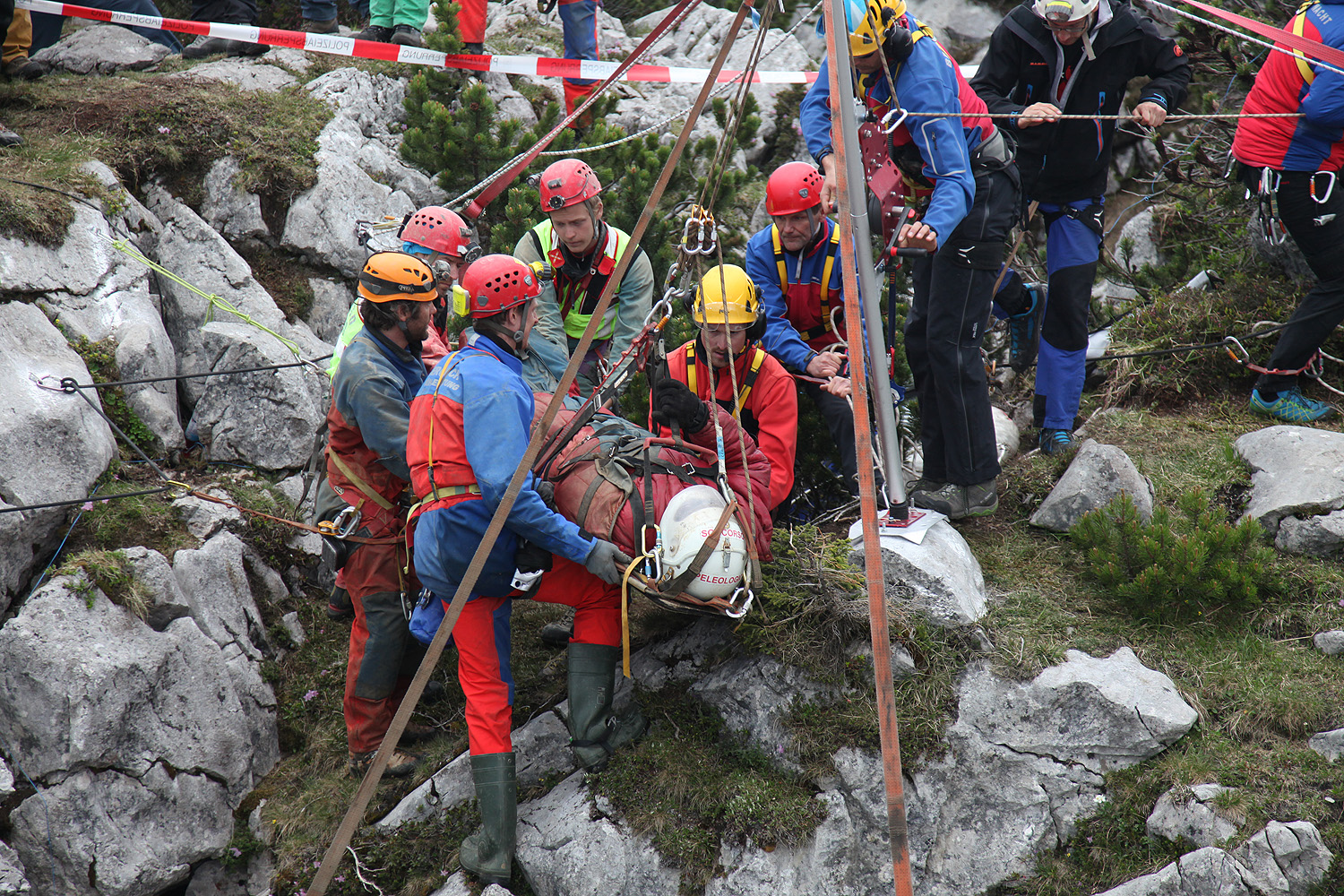
Rettungsaktion in der Riesending-Schachthöhle mit Mitgliedern der Bergwacht Bayern (in rot/blau)

Die Bergwacht Bayern ist die Bergrettungsorganisation in den Bayerischen Alpen und in den bayerischen Mittelgebirgen. Sie ist Teil des Bayerischen Roten Kreuzes, Körperschaft des öffentlichen Rechts. Vorsitzende der Bergwacht Bayern sind Thomas Lobensteiner, Jürgen Bummer und Jan Ulbrich. Die Bergwacht gliedert sich in 36 einzelne Bergrettungsbereiche und 6 Bergwacht-Regionen, mit insgesamt 107 Bergwacht-Bereitschaften. Sie leistet etwa 14.000 Einsätze im Jahr und hat 4.500 ehrenamtliche Bergretterinnen und Bergretter. Sitz der Bergwacht Bayern ist Bad Tölz.

## Geschichte
Im Jahr 1898 gründete sich unter dem Dach des Alpenvereins der „Alpine Rettungsausschuss“ in München, der Startpunkt der organisierten Bergrettung im östlichen Alpenraum. In den Folgejahren erfolgte die Einrichtung von Alpinen Rettungsstellen vom Allgäu bis nach Berchtesgaden, unter dem Dach des Deutschen und Österreichischen Alpenvereins, getragen von den örtlichen Sektionen. Ebenfalls von Sektionen des Alpenvereins initiiert, erfolgte 1920 die Gründung der Bergwacht als „Sitten- und Naturschutzwacht“. Noch im selben Jahr gründeten sich in Mittenwald, Bad Tölz und Wolfratshausen weitere örtliche Zusammenschlüsse als Bergwacht. In den Jahren vor 1920 waren Einheiten des Roten Kreuzes als „Gebirgsunfalldienst“ unterwegs. Diese Einheiten konzentrierten sich auf Bereiche, in denen sich der Skisport ausbreitete. Die Tätigkeit beschränkte sich auf einzelne Gebiete. Formal übernahm die Bergwacht im Jahr 1923 auch die Aufgabe des Sanitätsdienstes und entwickelte sich zu einem flächendeckenden Rettungsdienst für die bayerischen Alpen und Mittelgebirge unter dem Dach des Alpenvereins als Deutsche Bergwacht. 1945 wurde der Deutsche Alpenverein als nationalsozialistische Organisation verboten. Die Bergwacht wurde daraufhin als Sonderformation in das Bayerische Rot Kreuz eingegliedert.
Die Einführung des ersten Lawinenhundekurses erfolgte im Jahr 1952. Erste Hubschrauberübungen der Bergwacht gab es 1956 im Tegernseer Tal. Die Aufnahme von Frauen in die Bergwacht scheiterte 1989 noch am Veto des Landesausschusses, inzwischen ist die Bergwacht-Ausbildung für Frauen in den Bereitschaften geöffnet.

## Bergwacht-Zentrum für Sicherheit und Ausbildung

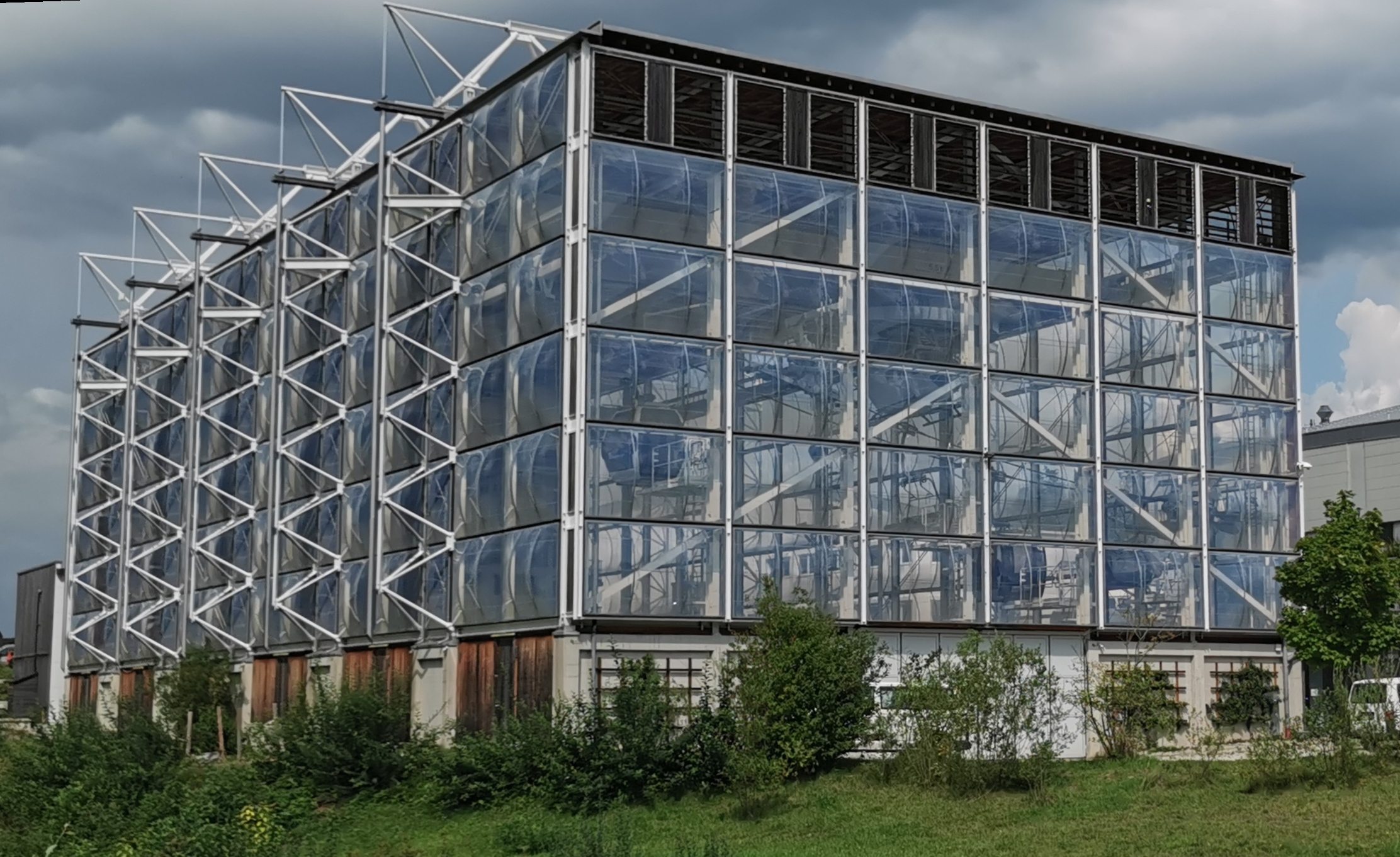
BW-ZSA

Das Bergwacht-Zentrum für Sicherheit und Ausbildung (BW-ZSA) befindet sich in Gaißach und wird von der Stiftung der Bergwacht Bayern – Stiftung Bergwacht betrieben. Hier wird die Aus- und Fortbildung der Bergwacht-Einsatzkräfte sowie das Praxistraining zentral durchgeführt. Des Weiteren werden darüber hinaus Rettungstechniken entwickelt und Ausbildungsunterlagen erstellt. Hier befindet sich seit 2009 zudem eine Trainingsanlage für die technische Luftrettung. Kernstück ist die selbst entwickelte Hubschrauber-Simulationsanlage. Seit November 2022 werden an einem nach dem Vorbild des Hubschraubertyps H145 neu entwickelten Simulations-Hubschraubers, der an einer Kranbrücke in einer Halle hängt,  die Einsatzkräfte der Bergwacht und anderer Hilfsorganisationen in der Zusammenarbeit mit Hubschraubern geschult. Die weltweit erste derartige Simulationsanlage bietet den Vorteil, dass weitgehend auf Schulungen an echten Hubschraubern verzichtet werden kann und so die Kosten gering gehalten werden und gleichzeitig zum Umweltschutz beigetragen wird. Seit 2010 befindet sich im BW-ZSA zudem eine Simulationsanlage zur Evakuierung von Seilschwebebahnen. Einige Übungen finden gemeinsam mit anderen Rettungs- und Sicherheitsorganisationen statt.
Nach einer zweijährigen Umbauphase wurde im April 2016 das BW-ZSA neu eröffnet. Dabei wurde eine zweite Hubschrauberkabine eingebaut, mit der verschiedene Hubschraubertypen simuliert werden können. Die an eine Super Puma angelehnte Kabine wurde an einer zweiten, zusätzlichen Kranbrücke aufgehängt. Außerdem wurden ein Haus, ein flutbares Tauchbecken, unterirdische Gänge für die Höhlenrettung und eine Kletterwand errichtet, um die Trainingsmöglichkeiten zu erweitern. Damit können auch andere Rettungsorganisationen wie Wasserwacht und Feuerwehr sowie Einsatz- und Spezialkräfte der Polizei und Bundeswehr im BW-ZSA trainieren. In der ebenfalls neu errichteten Kältekammer können Einsatzkräfte bei bis zu minus 20 °C trainieren und Ausrüstungsgegenstände testen. Daneben existiert ein medizinischer Notfallraum, der einer Notaufnahme ähnelt.

## Stiftung Bergwacht
Die Bergwacht Bayern gründete 2012 die gemeinnützige Stiftung Bergwacht, eine Stiftung bürgerlichen Rechts. Sie wurde gegründet, um die Arbeit der Bergwacht Bayern und ihrer Einsatzkräfte umfassend zu unterstützen und weiterzuentwickeln. Die Stiftung engagiert sich vor allem in Bereichen der Ausbildung, der Sicherheit der Bergretter und der Sicherung der Zukunftsfähigkeit der Bergwacht. Sie ist Betreiber des Bergwacht-Zentrums für Sicherheit und Ausbildung sowie Bauherr des Bayerischen Zentrums für Alpine Sicherheit in Bad Tölz.
Die Aufgaben finden sich in der Satzung der Stiftung. Die Stiftung wird von einem Stiftungsrat und einem Vorstand geleitet. Der Stiftungsrat überwacht die Einhaltung des Stifterwillens und beaufsichtigt den Vorstand, während der Vorstand die operativen Geschäfte der Stiftung führt. Hauptamtlicher Vorstand der Stiftung ist Roland Ampenberger. Ehrenamtlicher Vorstand ist Volker Eisele.
Die Stiftung finanziert ihre Arbeit aus den Erträgen ihres Grundstockvermögens, Spenden, öffentlichen Mitteln sowie Gebühren für erbrachte Leistungen.

## Gliederung

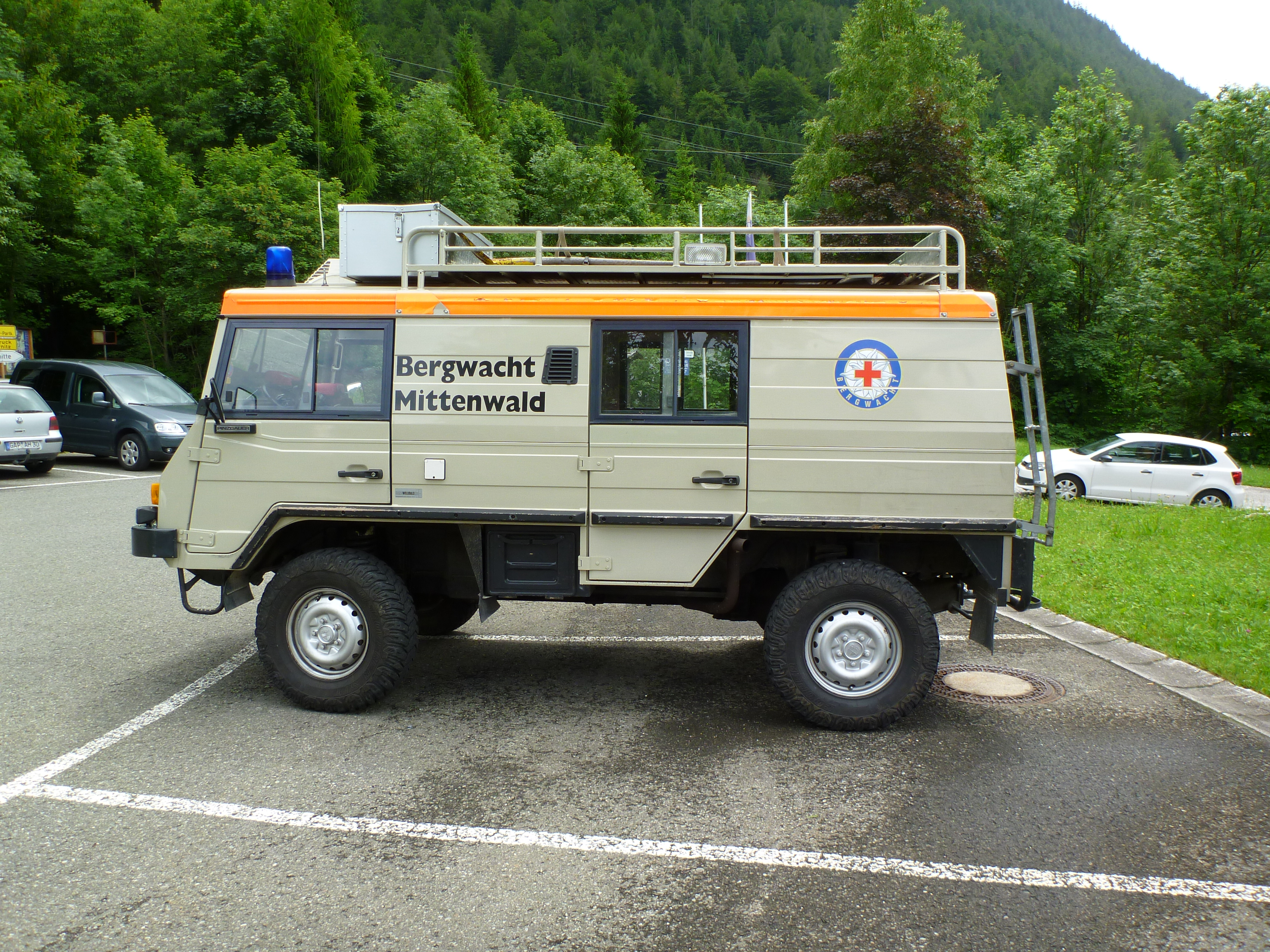
Pinzgauer der Bergwacht aus Mittenwald

Die Bergwacht Bayern ist in 7 Bergwacht-Regionen mit 108 Bergwacht-Bereitschaften und in insgesamt 36 Bergrettungsbereiche gegliedert. Die Regionen sind:
- Bergwacht-Region Allgäu (17 Bereitschaften)
- Bergwacht-Region Bayerwald (20 Bereitschaften)
- Bergwacht-Region Chiemgau (15 Bereitschaften)
- Bergwacht-Region Fichtelgebirge (10 Bereitschaften)
- Bergwacht-Region Frankenjura (11 Bereitschaften)
- Bergwacht-Region Hochland (29 Bereitschaften)
- Bergwacht-Region Rhön-Spessart (6 Bereitschaften)

Die Regionen werden von Regionalleitern geführt.

## Ausbildung
Um eine aktive Einsatzkraft der Bergwacht Bayern zu werden, muss eine ca. zwei- bis fünfjährige Ausbildung als Bergwacht-Anwärter durchlaufen werden. Nach einer Basisausbildung mit Sommer- und Winterteil müssen diese mit je einem Eignungstest bestanden werden. In diesen werden u. a. die Fähigkeiten Bergsteigen, Klettern, Skifahren, Skibergsteigen und die körperliche Leistungsfähigkeit geprüft. Anschließend folgt die eigentliche Grundausbildung, die sich in fünf Themenbereiche gliedert:
- Winter: u. a. Bergrettung mit Akja, Lawinenrettung
- Notfallmedizin
- Luft- und Seilbahnrettung
- Sommer: u. a. verschiedene alpine Bergrettungsarten
- Naturschutz

Jeder Bereich wird durch eine Prüfung mit Theorie- und Praxisteil abgeschlossen. Erst nach erfolgreichem Abschluss der Ausbildung ist der/die Bergwachtmann/-frau eine aktive Einsatzkraft. Anschließend werden die Ausbildungsinhalte regelmäßig geübt und weiter vertieft.

## Qualifikationen
Nach einer erfolgreichen Ausbildung zur aktiven Einsatzkraft können folgende zusätzliche Qualifikationen erworben werden:
- Air Rescue Specialist und Unterwiesene Einsatzkraft in der Luftrettung
- Bergwacht Einsatzleiter
  - Zusatzmodul: Umwelteinsätze wie Bergwaldbrände, Murenabgänge etc.
  - Zusatzmodul: Großschadens- und Katastropheneinsatz
- Bergwacht Fachausbilder Sommer und Winter
- Bergwacht-Spezialeinsatzkraft:
  - Spezialist Canyonrettung
  - Spezialist Höhlenrettung
  - Spezialist Rettungshundeführer
  - Spezialist LKLD (Lokalisation, Kommunikation, Lagedarstellung, Dokumentation)
  - Spezialist Presse/Öffentlichkeitsarbeit
- Bergwacht Fachberater Krisenintervention/Stressbearbeitung
- Bergwacht Rettungssanitäter
- Bergwacht Notarzt

## Besondere Einsätze

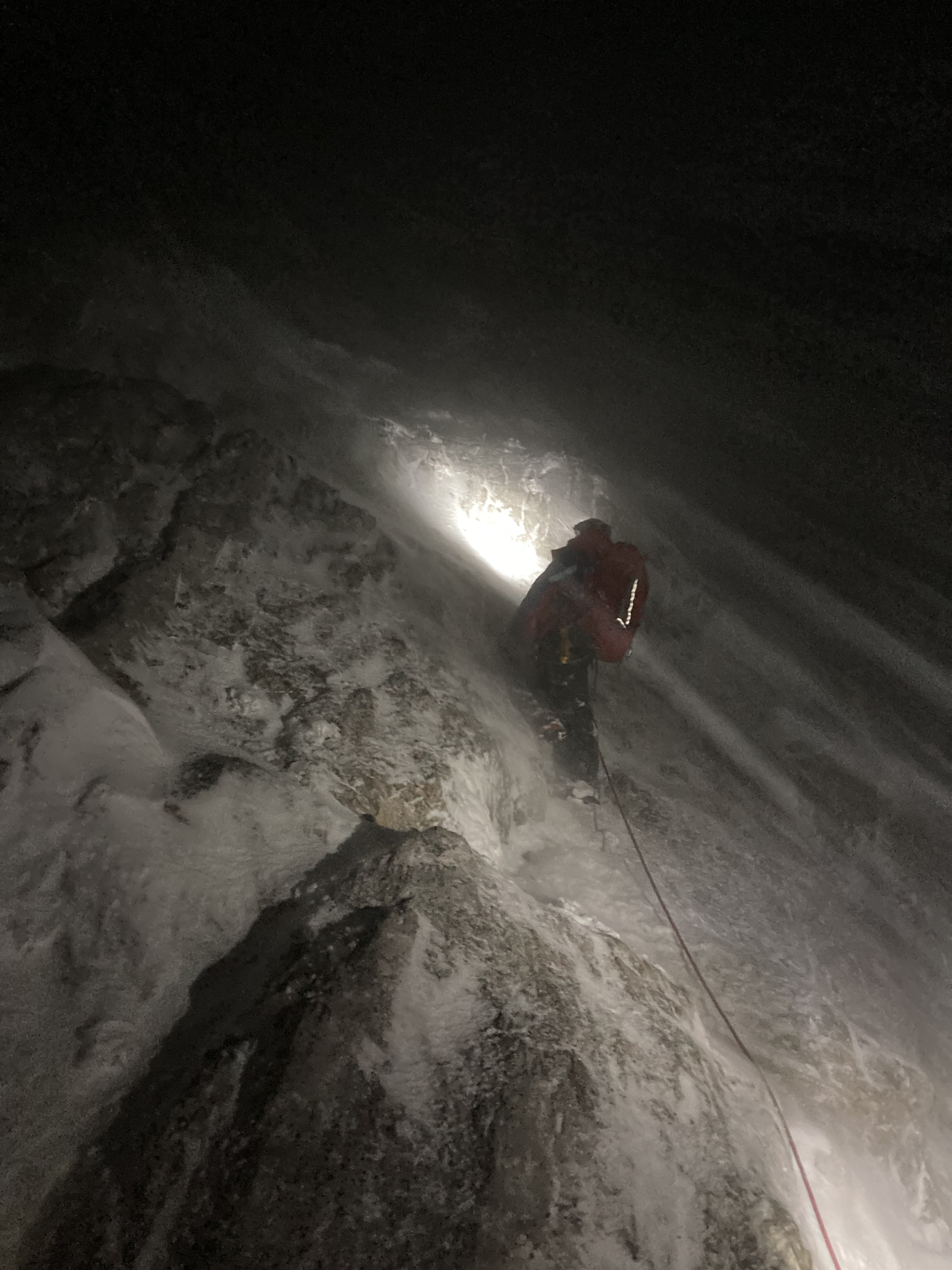
Sucheinsatz am Hochkalter: Nächtlicher Aufstieg bei Schneesturm im Bereich Rotpalfen

- 15. Mai 1965: Lawinenunglück auf dem Zugspitzplatt mit 10 Toten und 21 Verletzten[21]
- 17. August 1999: Erdbeben in der Türkei mit 18.373 Toten und 48.901 Verletzten[22]
- 11. November 2000: Brandkatastrophe der Gletscherbahn Kaprun 2[23]
- 2. Januar 2006: Einsturz der Eislaufhalle Bad Reichenhall mit 15 Toten[24] und Lawinenunglück an der Reiteralpe mit 3 Lawinentoten[25]
- 8. Juni 2014: Rettungsaktion in der Riesending-Schachthöhle mit 700 Einsatzkräften aus 5 Nationen
- 2. Februar 2016: Eisenbahnunfall von Bad Aibling[26]
- 1. Juni 2016: Sturzflut Simbach am Inn[27]
- 10. Oktober 2021: Suche nach vermissten Mädchen mit 800 Einsatzkräften aus Deutschland und Tschechien am Berg Čerchov[28]
- 19. September 2022: Sucheinsatz am Hochkalter mit erstem Einsatz einer Recco-Boje der Bergwacht Bayern und eines Eurofighters der Luftwaffe[29]

## Liste der Bergwacht-Bereitschaften in Bayern
Auf dieser Seite sind die Bereitschaften der Bergwacht Bayern aufgelistet.

### Region Allgäu
Die Bergwacht Region Allgäu umfasst 13 Bergrettungswachen, vier ergänzende Wachen und 500 aktive Einsatzkräfte. Die Geschäftsstelle der Region Allgäu befindet sich in Immenstadt.
| Name          | Region | Ort           | Dienstgebiet                                                                       |
| ------------- | ------ | ------------- | ---------------------------------------------------------------------------------- |
| Augsburg      | Allgäu | Augsburg      | Ergänzende Bereitschaft zur Unterstützung der Bergwachten Oberstdorf und Memmingen |
| Balderschwang | Allgäu | Balderschwang | Grünten, Sonnenköpfe, Hörnergruppe, Gunzesrieder Tal                               |
| Füssen        | Allgäu | Füssen        | Tegelberg, Säuling                                                                 |
| Hindelang     | Allgäu | Hindelang     | Hirschberg, Spieser, Imberger Horn                                                 |
| Hinterstein   | Allgäu | Hinterstein   | Iseler, Gaishorn, Rauhorn, Schrecksee, Hochvogel, Prinz-Luitpold-Haus              |
| Immenstadt    | Allgäu | Immenstadt    | Mittag-Schwebebahn, Alpsee Bergwelt, Nagelfluhkette                                |
| Kaufbeuren    | Allgäu | Kaufbeuren    | Ergänzende Bereitschaft zur Unterstützung der Bergwacht Füssen                     |
| Kempten       | Allgäu | Kempten       | Großraum Kempten                                                                   |
| Memmingen     | Allgäu | Memmingen     | Memminger Umland                                                                   |
| Nesselwang    | Allgäu | Nesselwang    | Alpspitz, Edelsberg                                                                |
| Neu-Ulm       | Allgäu | Senden        | Ergänzende Bereitschaft zur Unterstützung der Bergwacht Oberstdorf und Unterjoch   |
| Oberstaufen   | Allgäu | Oberstaufen   | Steibis, Hochgrat, Nagelfluhkette                                                  |
| Oberstdorf    | Allgäu | Oberstdorf    | Nebelhorn, Zeiger, Großer Seekopf, Fellhorn, Kanzelwand                            |
| Pfronten      | Allgäu | Pfronten      | Pfrontener Tal, Breitenberg                                                        |
| Sonthofen     | Allgäu | Sonthofen     | Grünten, Sonnenköpfe, Hörnergruppe                                                 |
| Unterjoch     | Allgäu | Unterjoch     | Zinken, Spieser, Wertacher-Hörnle                                                  |
| Wertach       | Allgäu | Wertach       |                                                                                    |

### Region Bayerwald
Die Bergwacht Region Bayerwald umfasst 20 Bereitschaften. Die Geschäftsstelle der Region Bayerwald befindet sich in Deggendorf.
| Name                   | Region    | Ort                      | Dienstgebiet                                                                                   |
| ---------------------- | --------- | ------------------------ | ---------------------------------------------------------------------------------------------- |
| Arnbruck               | Bayerwald | Arnbruck                 |                                                                                                |
| Cham                   | Bayerwald | Cham                     |                                                                                                |
| Deggendorf             | Bayerwald | Deggendorf, Bischofsmais | Geißkopf, Landkreis Deggendorf, Landkreis Regen                                                |
| Fuchsmühl              | Bayerwald | Fuchsmühl                | Steinwaldloipe, Großbüchlberg                                                                  |
| Furth im Wald          | Bayerwald | Furth im Wald            | Gemeindegebiet Furth im Wald, Waldmünchen und Rötz, Skilifte Voithenberg, Althütte, Unterhütte |
| Grafenau               | Bayerwald | Grafenau                 | Nationalpark Bayerischer Wald, Altlandkreis Grafenau                                           |
| Hauzenberg-Waldkirchen | Bayerwald | Waldkirchen              | Umland Hauzenberg                                                                              |
| Landkreis Schwandorf   | Bayerwald | Nabburg                  | Landkreis Schwandorf                                                                           |
| Kelheim                | Bayerwald | Kelheim                  | Landkreis Kelheim                                                                              |
| Lam                    | Bayerwald | Lam                      | Großer Arber, Kaitersberg, Osser, Künisches Gebirge, Lamer Winkel – Bad Kötzting               |
| Neukirchen b. hl. Blut | Bayerwald | Neukirchen b. hl. Blut   | Gemeindegebiet Neukirchen, Eschlkam, Rimbach                                                   |
| Passau – Haidmühle     | Bayerwald | Wegscheid                | Dreisesselberg                                                                                 |
| Regensburg             | Bayerwald | Regensburg               |                                                                                                |
| Ruhmannsfelden         | Bayerwald | Ruhmannsfelden           | Ruhmannsfelden, Achslach, Gotteszell, Zachenberg, Patersdorf, Teisnach                         |
| St. Englmar            | Bayerwald | St. Englmar              |                                                                                                |
| Straubing              | Bayerwald | Straubing                |                                                                                                |
| Viechtach              | Bayerwald | Viechtach                | Zeller Höhe, Münchshofen, Pröller, Predigtstuhl                                                |
| Weiden                 | Bayerwald | Weiden                   |                                                                                                |
| Wolfstein              | Bayerwald | Mitterfirmiansreut       |                                                                                                |
| Zwiesel                | Bayerwald | Zwiesel                  | Großer Arber, Falkenstein                                                                      |

### Region Chiemgau
Die Bergwacht Region Chiemgau umfasst 14 Bergrettungswachen, eine ergänzende Bereitschaft und 475 aktive Einsatzkräfte. Die Geschäftsstelle der Region Chiemgau befindet sich in Bad Reichenhall.
| Name               | Region   | Ort                      | Dienstgebiet                                                                                 |
| ------------------ | -------- | ------------------------ | -------------------------------------------------------------------------------------------- |
| Altötting          | Chiemgau | Altötting                | Ergänzende Bereitschaft zur Unterstützung im Winter am Roßfeld.                              |
| Berchtesgaden      | Chiemgau | Berchtesgaden            | Kehlstein, Hoher Göll, Watzmann-Ostwand, Hagengebirge, Steinernes Meer                       |
| Bergen             | Chiemgau | Bergen                   | Hochfelln                                                                                    |
| Bad Reichenhall    | Chiemgau | Bad Reichenhall          | Zwiesel, Hochstaufen, Predigtstuhl, Reiteralpe, Untersberg                                   |
| Freilassing        | Chiemgau | Freilassing              | Ergänzende Bereitschaft zur Unterstützung der Bergwacht Bad Reichenhall, Höhlenrettungswache |
| Grassau            | Chiemgau | Grassau                  | Hochplatte, Gederer                                                                          |
| Inzell             | Chiemgau | Inzell                   | Gemeindegebiet Inzell und Weißbach                                                           |
| Marktschellenberg  | Chiemgau | Marktschellenberg        | Untersberg, Almbachklamm                                                                     |
| Marquartstein      | Chiemgau | Marquartstein            | Gemeindegebiete Marquartstein, Unterwössen, Oberwössen                                       |
| Ramsau             | Chiemgau | Ramsau bei Berchtesgaden | Watzmann, Watzmannhaus, Hochkalter, Reiteralpe, Blaueishütte, Hochschwarzeck                 |
| Reit im Winkl      | Chiemgau | Reit im Winkl            | Fellhorn, Hochscharte, Winklmoos-Alm, Dürrnbachhorn                                          |
| Ruhpolding         | Chiemgau | Ruhpolding               | Rauschberg, Unternberg                                                                       |
| Schleching         | Chiemgau | Schleching               | Geigelstein, Zellerwand, Kampenwand, Entenlochklamm                                          |
| Teisendorf – Anger | Chiemgau | Teisendorf               | Teisenberg, Högl                                                                             |
| Traunstein         | Chiemgau | Traunstein               | Ergänzende Bereitschaft zur Unterstützung im Einsatzleitbereich Trauntal                     |

### Region Fichtelgebirge
Die Bergwacht Region Allgäu umfasst acht Bergrettungswachen, zwei ergänzende Bergwachten und 250 aktive Bergretter. Die Geschäftsstelle der Region Fichtelgebirge befindet sich in Wunsiedel.
| Name               | Region         | Ort                   | Dienstgebiet                                                                                      |
| ------------------ | -------------- | --------------------- | ------------------------------------------------------------------------------------------------- |
| Bayreuth           | Fichtelgebirge | Bayreuth              | Buchstein, Hohe Warte, Ergänzende Bereitschaft zur Unterstützung der Bergwacht Fichtelberg-Neubau |
| Bischofsgrün       | Fichtelgebirge | Bischofsgrün          | Ochsenkopf, Nußhardt, Königsheide, Hohe Weide, Weißmaintal bis Landkreisgrenze                    |
| Fichtelberg-Neubau | Fichtelgebirge | Fichtelberg           | Ochsenkopf-Süd, Bleaml Alm, Steinachtal, Löchleinstal                                             |
| Mehlmeisel         | Fichtelgebirge | Mehlmeisel            | Klausenberg, Kreuzstein, Fichtelnaabtal bis Landkreisgrenze                                       |
| Schönwald          | Fichtelgebirge | Schönwald             | Kornberg, Rehauer Forst, Hohenberger Forst                                                        |
| Schwarzenbach/Wald | Fichtelgebirge | Schwarzenbach am Wald | Höllental, Frankenwald-Ost                                                                        |
| Steinbach          | Fichtelgebirge | Kronach               | Rennsteig, Frankenwald-West                                                                       |
| Tannenberg         | Fichtelgebirge | Immenreuth            | Tannenberg, Ergänzende Bereitschaft zur Unterstützung der Bergwacht Mehlmeisel                    |
| Weißenstadt        | Fichtelgebirge | Weißenstadt           | Schneeberg, Rudolstein, Waldstein                                                                 |
| Wunsiedel          | Fichtelgebirge | Wunsiedel             | Kösseine, Luisenburg                                                                              |

### Region Frankenjura
Die Bergwacht Region Frankenjura umfasst sieben Bergrettungswachen, vier ergänzende Bergwachten und 265 aktive Bergretter. Die Geschäftsstelle der Region Frankenjura befindet sich in Baiersdorf.
| Name               | Region      | Ort                | Dienstgebiet |
| ------------------ | ----------- | ------------------ | --- |
| Amberg             | Frankenjura | Amberg             | Buchberg, Johannisberg, Landkreis Amberg-Sulzbach                                                                          |
| Bamberg            | Frankenjura | Bamberg            | Stadt Bamberg, Landkreis Bamberg                                                                                           |
| Dollnstein         | Frankenjura | Dollnstein         | Dollnstein, Mörnsheim, Wellheim, Schernfeld, Titting, Adelschlag, Solnhofen, Eichstätt                                     |
| Erlangen           | Frankenjura | Erlangen           | Stadt Erlangen, Landkreis Erlangen-Höchstadt und ergänzende Bereitschaft der Bereitschaften Forchheim und Lauf-Hersbruck   |
| Forchheim          | Frankenjura | Forchheim          | Landkreis Forchheim |
| Fürth              | Frankenjura | Fürth              | Stadt Fürth, Landkreis Fürth und ergänzende Bereitschaft zur Unterstützung der Bereitschaften Forchheim und Lauf-Hersbruck |
| Kulmbach           | Frankenjura | Kulmbach           | Landkreis Kulmbach, Landkreis Lichtenfels                                                                                  |
| Lauf-Hersbruck     | Frankenjura | Lauf a.d. Pegnitz  | Landkreis Nürnberger-Land                                                                                                  |
| Nürnberg           | Frankenjura | Nürnberg           | Unterstützende Bereitschaft, Hirschbachtal                                                                                 |
| Pottenstein        | Frankenjura | Pottenstein        | Plankenfels, Mistelgau, Mistelbach, Pegnitz, Creußen, Betzenstein, Plech, Ahorntal, Prebitz, Schnabelwaid, Waischenfeld    |
| Sulzbach-Rosenberg | Frankenjura | Sulzbach-Rosenberg | Unterstützende Bereitschaft, Landkreis Amberg-Sulzbach                                                                     |

### Region Hochland
Die Bergwacht Region Hochland umfasst 25 Bergrettungswachen, vier ergänzende Bergwachten und 1600 aktive Einsatzkräfte. Die Geschäftsstelle der Region Hochland befindet sich in Garmisch-Partenkirchen.
| Name                   | Region   | Ort                    | Dienstgebiet                                                                        |
| ---------------------- | -------- | ---------------------- | ----------------------------------------------------------------------------------- |
| Bad Feilnbach          | Hochland | Bad Feilnbach          | Jenbachtal, Litzldorfer Tal, Sulzberg, Farrenpoint                                  |
| Bad Kohlgrub           | Hochland | Bad Kohlgrub           | Hörnle (Ammergauer Alpen)                                                           |
| Bad Tölz               | Hochland | Bad Tölz               | Blomberg, Gaißacher Berge                                                           |
| Bayrischzell           | Hochland | Bayrischzell           | Bayerischzell, Fischbachau                                                          |
| Benediktbeuern         | Hochland | Benediktbeuern         | Benediktenwand                                                                      |
| Brannenburg            | Hochland | Brannenburg            | Heuberg, Sulzberg, Riesenkopf, Sudelfeld, Wendelstein                               |
| Garmisch-Partenkirchen | Hochland | Garmisch-Partenkirchen | Wettersteingebirge, Ammergebirge, Estergebirge, Zugspitze, Jubiläumsgrat            |
| Grainau                | Hochland | Grainau                | Höllental, Höllentalferner, Ammergebirge, Eibsee                                    |
| Hausham                | Hochland | Hausham                | Taubenberg, Weyarn, Irschenberg, Miesbach, Hausham                                  |
| Kochel                 | Hochland | Kochel am See          | Herzogstand, Jochberg, Rabenkopf, Hirschhörnlkopf, Kochelseemoore                   |
| Krün                   | Hochland | Krün                   | Vorkarwendel, Estergebirge                                                          |
| Lenggries              | Hochland | Lenggries              | Brauneck, Isarwinkel, Vorkarwendel, Jachenau                                        |
| Mittenwald             | Hochland | Mittenwald             | Karwendelgebirge                                                                    |
| München                | Hochland | München                | Ergänzende Bereitschaft am Sudelfeld, Spitzing, Brauneck und Garmisch-Partenkirchen |
| Murnau                 | Hochland | Murnau am Staffelsee   | Loisachtal                                                                          |
| Oberammergau           | Hochland | Oberammergau           |                                                                                     |
| Oberau                 | Hochland | Oberau                 | Oberau, Eschenlohe                                                                  |
| Oberaudorf             | Hochland | Oberaudorf             | Trainsjoch, Brünnstein, Traithen, Tatzelwurm, Wildbarren                            |
| Ohlstadt               | Hochland | Ohlstadt               |                                                                                     |
| Penzberg               | Hochland | Penzberg               | Ergänzende Bereitschaft                                                             |
| Rosenheim              | Hochland | Samerberg              | Hochries, Feichteck, Sagberg                                                        |
| Rottach-Egern          | Hochland | Rottach-Egern          | Sigrizalm, Blauberge, Tegernseer Hausberge, Wallberg                                |
| Sachrang-Aschau        | Hochland | Sachrang               | Kampenwand, Geigelstein, Priental                                                   |
| Schliersee             | Hochland | Schliersee             | Gemeindegebiet Schliersee                                                           |
| Steingaden-Peiting     | Hochland | Steingaden             | Kenzengebiet, Hochplatte, Geiselstein                                               |
| Unterammergau          | Hochland | Unterammergau          | Teufelstättkopf, Hennenkopf, Ammergauer Hauptkamm, Pürschling                       |
| Wasserburg             | Hochland | Wasserburg             | Ergänzende Bereitschaft                                                             |
| Weilheim               | Hochland | Weilheim               |                                                                                     |
| Wolfratshausen         | Hochland | Wolfratshausen         | nördlicher Landkreis Bad Tölz-Wolfratshausen, Unterstützung am Brauneck             |

### Region Rhön-Spessart
Die Bergwacht Region Rhön-Spessart umfasst sieben Bergrettungswachen, eine ergänzende Bergwacht und 120 aktive Einsatzkräfte. Die Geschäftsstelle der Region Rhön-Spessart befindet sich in Oberelsbach.
| Name         | Region        | Ort           | Dienstgebiet                                      |
| ------------ | ------------- | ------------- | ------------------------------------------------- |
| Bischofsheim | Rhön-Spessart | Heustreu      | Landkreis Rhön-Grabfeld, Rhön                     |
| Fladungen    | Rhön-Spessart | Mellrichstadt | Landkreis Rhön-Grabfeld, Rhön                     |
| Frammersbach | Rhön-Spessart | Frammersbach  | Landkreis Main-Spessart, Naturpark Spessart       |
| Hösbach      | Rhön-Spessart | Hösbach       | Landkreis Aschaffenburg, Naturpark Spessart       |
| Miltenberg   | Rhön-Spessart | Miltenberg    | Landkreis Miltenberg, Naturpark Spessart          |
| Oberbach     | Rhön-Spessart | Langenleiten  | Landkreis Bad Kissingen, Rhön, Naturpark Spessart |
| Oberelsbach  | Rhön-Spessart | Oberelsbach   | Landkreis Rhön-Grabfeld, Rhön                     |